# Muliercula inexpectata
Muliercula inexpectata är en kvalsterart som beskrevs av Badejo, Woas och Beck 2002. Muliercula inexpectata ingår i släktet Muliercula och familjen Scheloribatidae. Inga underarter finns listade i Catalogue of Life.